# Eugenia hiraeifolia
Eugenia hiraeifolia är en myrtenväxtart som beskrevs av Paul Carpenter Standley. Eugenia hiraeifolia ingår i släktet Eugenia och familjen myrtenväxter. Inga underarter finns listade i Catalogue of Life.